# Morea

Mapa del Peloponeso medieval con sus principales localidades.

La Morea ( en griego: Μορέας o Μωριάς )  fue el nombre de la península del Peloponeso en el sur de Grecia durante la Edad Media y la Edad Moderna.  El nombre fue usado por la provincia bizantina conocida como el Despotado de Morea, por el Imperio otomano como el Eyalato de Morea, por la República de Venecia y por el breve Reino de Morea.

## Orígenes del nombre
Existe cierta incertidumbre sobre el origen del nombre medieval "Morea", que se registró por primera vez en el siglo X en las crónicas bizantinas. 
Tradicionalmente, los eruditos pensaban que el nombre derivaba de la palabra morea (μορέα), que significa morus o morera, un árbol que, aunque se conocía en la región desde la antigüedad, ganó valor después del siglo VI, cuando los gusanos de seda que se alimentaban de morera llegaron hasta allí de contrabando desde China a Bizancio. 
El bizantinista británico Steven Runciman sugirió que el nombre proviene "de la similitud de su forma a la de una hoja de mora".

## Historia

La Morea hacia 1265 en el ámbito internacional: el Imperio bizantino y los estados francos de Grecia. Mapa del atlas histórico de William R. Shepherd (1911)

Después de la conquista de Constantinopla por los ejércitos de la cuarta cruzada (1204), dos grupos de francos emprendieron la ocupación de Morea. Crearon el Principado de Acaya, un estado mayormente habitado por griegos gobernado por un autócrata latino (europeo occidental). Estos siguieron la práctica local para referirse al Peloponeso y lo denominaron «Morea».
El príncipe más importante de la Morea fue Guillermo II de Villehardouin, que fortificó Mistrá, localidad cercana a Esparta, en 1249. Después de perder la batalla de Pelagonia (1259) contra el emperador bizantino Miguel VIII Paleólogo, Guillermo se vio obligado a autorescatarse y renunció a la mayor parte de la zona oriental de Morea y sus fortalezas recién construidas. Un impulso bizantino inicial para reconquistar toda la península falló en las batallas de Prinitza y Macriplagi y los bizantinos y francos se asentaron en una incómoda convivencia. 
A mediados del siglo XIV, el posterior emperador bizantino Juan VI Kantakouzenos reorganizó Morea en el Despotado de Morea. Se solía enviar a gobernar la provincia a hijos del emperador como un infantazgo, que ostentaban el título de «déspota». En 1430, los bizantinos finalmente recuperaron el resto de la parte franca de Morea, pero en 1460 la península fue casi completamente invadida y conquistada por el Imperio otomano. En julio de 1461 se tomó la última resistencia, el castillo de Salmeniko.
La península fue conquistada para la República de Venecia por Francesco Morosini durante la guerra de Morea de 1684-99. El dominio veneciano resultó impopular, y los otomanos volvieron a apoderarse de la región en una campaña relámpago en 1714. Bajo el dominio otomano renovado, que gobernada la zona desde Trípoli, la región disfrutó de una relativa prosperidad. El final del siglo XVIII estuvo marcado por una renovada insatisfacción de la población. Surgieron las bandas armadas de los kleftes, pese a la brutal represión gubernamental de la revuelta de Orlov, en el contexto de la Guerra ruso-turca de 1768-1774. Hicieron una guerra de guerrillas contra los turcos, favorecidos tanto por la decadencia del poder otomano como por el surgimiento de la conciencia nacional griega. En última instancia, la Morea y sus habitantes fueron la cuna y la columna vertebral de la Revolución griega.

## Crónica de la Morea.
La anónima Crónica de Morea del siglo XIV relata los acontecimientos del establecimiento del feudalismo de los francos en Grecia continental después de la Cuarta Cruzada.  A pesar de su poca fiabilidad sobre los acontecimientos históricos, el Chronicle es famoso por su animado retrato de la vida en la comunidad feudal.  El idioma en las versiones griegas es notable, ya que refleja la rápida transición del griego al griego moderno.  El idioma original de la Crónica está en disputa, pero los estudios recientes prefieren la versión griega en MS Havniensis 57 (siglos XIV – XV, en Copenhague ).  Otros manuscritos incluyen la Sra. Parisinus graecus 2898 (siglos XV – XVI, en la Biblioteca Nacional de Francia, París ).  La diferencia de alrededor de un siglo en los textos muestra un número considerable de diferencias lingüísticas debido a la rápida evolución de la lengua griega.